# Inspiración Espiración
Albums de Gotan Project
La revancha del tango Lunático
Inspiración Espiración est le second album de Gotan Project. Il est paru en 2004.

## Liste des titres
Toutes les chansons sont écrites et composées par Gotan Project, sauf mention du contraire.
| 1.    | La Cumparsita                                          | Cerioti                        | 0:33  |
| 2.    | Cité Tango                                             | Astor Piazzolla                | 3:54  |
| 3.    | Round About Midnight                                   | Gotan Project meets Chet Baker | 7:10  |
| 4.    | Confianzas                                             |                                | 5:28  |
| 5.    | The Man (El Hombre Remix)                              | Peace Orchestra                | 7:12  |
| 6.    | Percusion (Part 1)                                     | Domingo Cura                   | 4:14  |
| 7.    | La Del Ruso (Calexico Version)                         |                                | 6:47  |
| 8.    | El Capitalismo Foraneo (Antipop Consortium Remix)      |                                | 3:26  |
| 9.    | Tres Y Dos (Tango)                                     | Anibal Troilo                  | 2:53  |
| 10.   | M.A.T.H.                                               | Al-Shid                        | 2:56  |
| 11.   | Tríptico (Peter Kruder Trip De Luxe)                   |                                | 10:10 |
| 12.   | Santa Maria [Del Buen Ayre] (Pepe Bradock Wider Remix) |                                | 6:17  |
| 13.   | La Cruz Del Sur                                        |                                | 5:33  |
| 68:00 |                                                        |                                |       |

## Auteurs
- Philippe Cohen Solal
- Christoph H. Müller
- Eduardo Makaroff